# 西川龍一
西川 龍一（にしがわ りゅういち、1964年 - ）は、高知県出身のNHK解説委員。担当分野は教育・地方自治・社会。

## 来歴
土佐市生まれ。高知学芸高等学校を経て1987年、早稲田大学法学部を卒業後、NHKに入局。浦和放送局、報道局社会部、仙台放送局、福島放送局などを経て、2010年より現職。教育をはじめ、東京都政・沖縄・平和問題・皇室など社会分野を幅広く取材している。
趣味はラグビーで、関東ラグビー協会公認B級レフェリーの資格も持つ。このことから、ラグビーに関する話題を解説することもある。また、解説委員と並行して武蔵野ラグビースクールのコーチを務めている。

## 担当番組
- Nらじ（2024年8月26日 - ）：キャスター（津屋尚と隔週で交代出演）
- 『時論公論』他、NHK解説委員室制作の番組